# برنامج سايوز

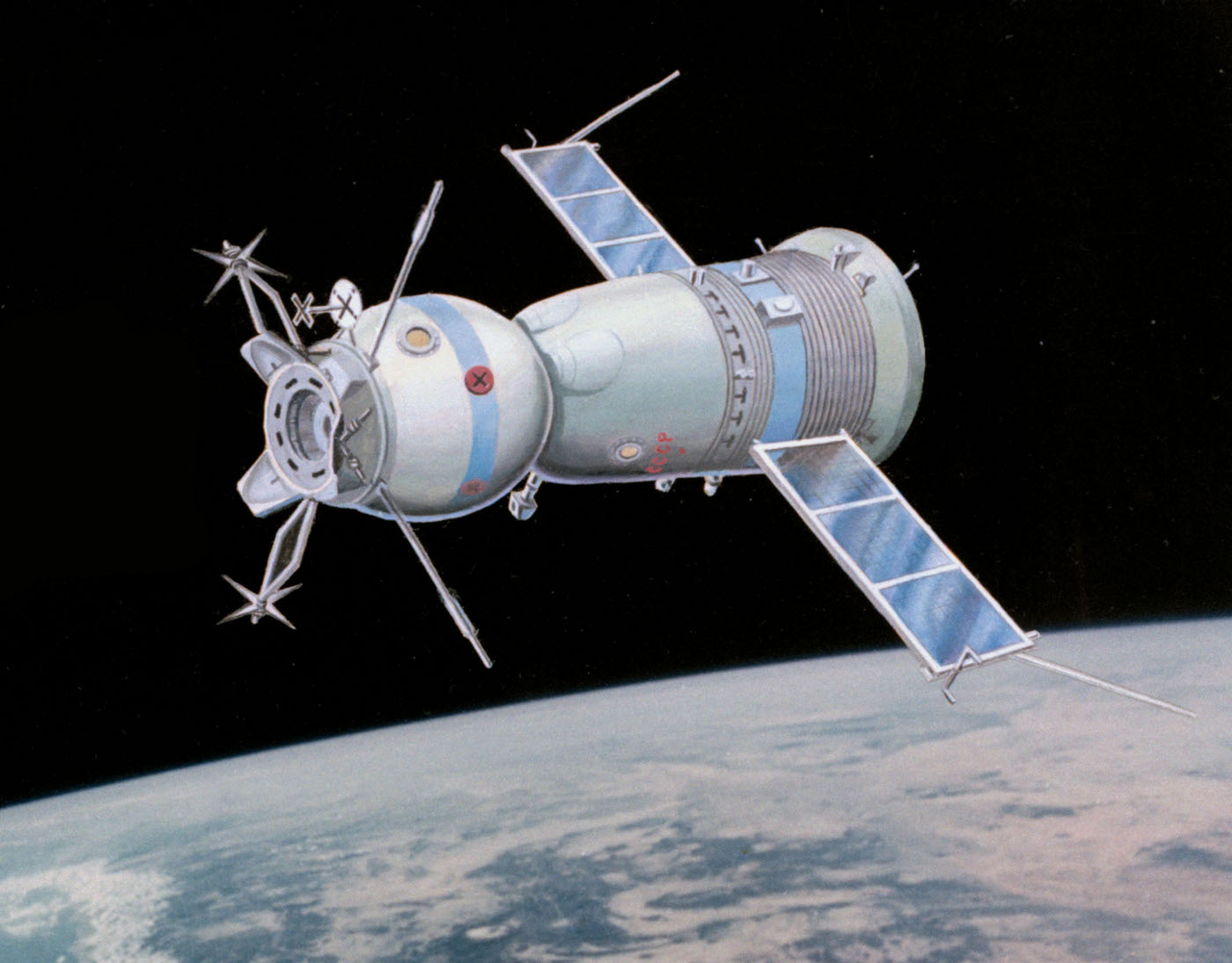
سويوز المركبة الفضائية عن مشروع اختبار أبولو - سويوز

 برنامج سايوز (/ sɔɪjuːz / أو / sɔːjuːz / ؛ الروسية: Союз [ sɐjus ] ، ومعنى «الاتحاد») هو برنامج رحلات الفضاء البشرية التي بدأها الاتحاد السوفياتي في أوائل الستينات، في الأصل جزءا من مشروع هبوط القمر تهدف إلى وضع رائد الفضاء السوفياتي على سطح القمر. وكان برنامج رحلات الفضاء الثالث السوفياتي البشري بعدبرنامج فوستوك وبرنامج فوسخود. 
يتكون البرنامج من المركبة الفضائية سويوز والصاروخ سويوز والآن هو مسؤولية وكالة الفضاء الفيدرالية الروسية. منذ تقاعد مكوك الفضاء في عام 2011، تم تنفيذ جميع رحلات فضائية الإنسان من وإلى محطة الفضاء الدولية من استخدام سويوز.

## الصاروخ سويوز
يتم تصنيع مركبات الإطلاق المستخدمة في نظام إطلاق المستهلكة سويوز في البحوث دولة التقدم و الصواريخ إنتاج مركز الفضاء (TsSKB جارية) فيسامراء ،روسيا. وكذلك تستخدم في برنامج سويوز كما قاذفة لسويوز المركبة الفضائية المأهولة، والآن تستخدم مركبات الإطلاق سويوز أيضا لإطلاق بدون طيار تقدم إمدادات مركبات فضائية إلى محطة الفضاء الدولية واطلاق تجارية إدارة وتشغيل TsSKB - التقدم والشركةستارسيم. كان هناك 11 سويوز تطلق في 2001 و 9 في يتم إطلاقها من مركز بايكونور الفضائي في كازاخستان وكوسمودروم بليسيتسك في شمال غرب روسيا و 2002. مركبات سويوز حاليا، ابتداء من عام 2011، مركبات الإطلاق سويوز ويمكن الآن أيضا أن تنطلق من مركز فضاء جويانا في غيانا الفرنسية[1]. تم إطلاق الموقع الجديد سويوز الميناء الفضائي في التعامل مع اطلاق سويوز منذ 21 أكتوبر 2011،  وهو تاريخ إطلاق أول. اعتبارا من يوليو 2014، أحرز 8 إطلاق مركبة سويوز من غيانا الفرنسية، وكلها ناجحة.

## المركبة الفضائية سويوز
كان التصميم الأساسي للمركبة الفضائية سويوز  أساس لكثير من المشاريع، وكثير منها لم يأت للضوء. وكان القصد شكل أقرب إلى السفر إلى القمر دون توظيف معززة ضخمة مثل ساتورن 5أو السوفيتي N- 1 عن طريق الالتحام بشكل متكرر مع المراحل العليا التي يتم وضعها في المدار باستخدام نفس الصواريخ كما سويوز. تم ذلك والتصاميم المدنية الأولية بموجب كبير المصممين السوفيتي سيرجي كوروليف بافلوفيتش، الذي لم يعش ليرى الحرفية تأخذ الرحلة. اتخذت عدة مشتقات العسكرية الأسبقية في عملية التصميم السوفياتي، على الرغم من أنها لم تأت لتمرير.
وتتكون مركبة الفضاء سويوز من ثلاثة أجزاء (من الأمام إلى الخلف): 
- وحدة مدارية كروي
- وحدة صغيرةالعائدة الهوائية
- وحدة خدمة أسطواني مع الألواح الشمسية المرفقة

هناك عدة أنواع من المركبة الفضائية سويوز، بما في ذلك: 
- سويوز -A - 7K 9K - 11K circumlunar اقتراح معقد (1963)
- سويوز 7K المأهولة
- مفهوم المركبات الفضائية سويوز 9K معززة المقترحة
- سويوز 11K ناقلة وقود المقترحة
- سويوز 7K -OK (1967-1970)
- سويوز 7K -L1 مركبة Zond (1967-1970)
- سويوز 7K -L3 LOK (1971-1972)
- سويوز 7K - OKS (1971)
- سويوز 7K -T أو «العبارة» (1973-1981)
- سويوز 7K -T / A9 (1974-1978) 7K - MF6 (1976)
- سويوز 7K -TM (1974-1976)
- سويوز -T (1976-1986)
- سويوز -TM (1986-2003)
- سويوز TMA - (2003-2012)
- سويوز - ACTS (2006)
- سويوز TMA -M (2010/2016)
- سويوز MS (2016 / ....)
- سويوز الجيش (P، PPK ، R، 7K -VI زفيزدا، و OIS)
- سويوز P اقتراح المأهولة اعتراضية الأقمار الصناعية (1962)
- سويوز R اقتراح الأوامر استطلاع المركبة الفضائية (1962)
- سويوز 7K -TK (1966)
- سويوز PPK نسخة منقحة من سويوز P (1964)
- سويوز 7K -VI زفيزدا الاقتراح محطة الفضاء الدولية (1964)
- سويوز OIS (1967)
- سويوز OB -VI الاقتراح محطة الفضاء الدولية (1967)
- سويوز 7K -S اقتراح النقل العسكري (1974) مفهوم
- سويوز 7K -ST ل
- سويوز تي و TM (1974)

## المشتقات
كانت المركبة الفضائية مركبة زوند مشتق آخر، مصممة على اتخاذ طاقم السفر في الرقم ثمانية مدار حول الأرض والقمر ولكن أبدا تحقيق درجة أمان أو الحاجة السياسية لاستخدامها في مثل.
 وأخيرا، استخدمت سلسلة تقدم سفن الشحن من دون طيار للمختبرات الفضاء ساليوت ومير والملاحة ورسو السفن آلية أوتوماتيكية (ولكن ليس كبسولة إعادة الدخول) سويوز.
في حين لا مشتق مباشرة، تتبع سفينة الفضاء شنتشو الصينية القالب الأساسي رائدة في الأصل من قبل سويوز. 

## رحلات سويوز المأهولة
انظر قائمة البعثات الفضائية المأهولة السوفياتية وقائمة البعثات الفضائية المأهولة الروسية